# Природна филозофија
Природна филозофија или филозофија природе (од латинског philosophia naturalis) представља филозофско истраживање природе и физичког универзума које је било доминантан облик истраживања до развоја савремене науке. Сматра се да је природна филозофија претеча природних наука.
Почев од Аристотела, па све до 19. века, термин "природна филозофија" је био општи термин који се користио да опише праксу проучавања природе. Тек је у 19. веку сам појам "наука" добио своје данашње значњење са новим терминима као што су "биологија" и "биолог", "физика" и "физичар". Књига Исака Њутна Philosophiae Naturalis Principia Mathematica (1687), чији се наслов преводи као "Математички принципи природне филозофије", одражава тренутну употребу речи "природна филозофија", слично "систематском проучавању природе". Чак и у 19. веку, расправа Лорда Келвина и Питера Таита која је дефинисала већи део модерне физике је имала наслов Расправа о природној филозофији (1867).
У немачкој филозофији, Naturphilosophie (филозофија природе) је опстала у 18. и 19. веку као покушај да се постигне јединство природе и духа. Нека од највећих имена у немачке филозофије имају везе са овим покретом, укључујући и Гетеа, Хегела и Шелинга. Naturphilosophie је повезан са романтизмом и погледом који сматра природни свет као врсту огромног органихзма, за разлику од приступа који су имали Џон Лок и Исак Њутн који су га посматрали као машину.

## Порекло и еволуција термина
Термин природна филозофија је претходник данашњем термину природне науке (тј. емпиријске науке). Емпиријске науке су настале из филозофије, тачније, природне филозофије. Ипак, природна филозофија се разликовала од других претеча савремене науке поут природне историје. Природна филозофија је укључивала разумевање и објашњавање природе (после Галилеја, и квантитативно резоновање), док је природна историја била више квалитативна и дескриптивна.
Током 14. и 15. века, природна филозофија је била једна од многих грана филозофије, али није била специјализовано поље истраживања. Први човек који је званично запослен као специјалиста природне филозофије је Јакопо Забарела на Универзитету у Падови 1577. године.
Савременоа значења термина наука и научник су се појавила тек у 19. веку. Пре тога је наука била синоним за знање или учење у складу са својим латинским пореклом. Овај термин је добио своје савремено значење када су експериментална наука и научни метод постали посебна грана истраживања одвајањем од природне филозофије.
Од средине 19. века када је постало необично за научнике да доприносе и физици и хемији, природна филозофија је означавала само поље физике, а реч се још увек користи у том смислу; звања на Универзитету у Оксфорду су пример тога.

## Област природне филозофије
У Платоновом дијалогу Хармида аутор прави разлику између науке или или корпуса знања који производи физички резултат, и оних који то нису. Природна филозофија је класификован као теоријски, а не практични део филозофије (слично етици).
Природна филозофија настоји да истражи космос било којим средствима како би се разумео универзум. Неке идеје ове гране филозофије указују на то да су промене стварне.  Иако ово може изгледати очигледно, неки филозофи попут Платона и Парменида су порицали појам метаморфозе. Џорџ Сантајана је у свом раду Скептицизам и животињска вера (енгл. Scepticism and Animal Faith; 1923) покушао да покаже да у стварности промене не могу бити доказане.
Рене Декартов метафизички система дуализма описује две врсте супстанце: материју и ум. Према овом систему, све што је "материја" је детерминисано и природно — и тако припада природној филозофији, а све што је "ум" је слободна воља и неприродного, што значи да спада ван домена природне филозофије.

## Гране и предмет изучавања природне филозофије
Главне гране природне филозофије укључују астрономију и космологију, проучавање природе на великој скали; етиологију, истраживање (унутрашњих и понекад спољних) узрока; изучавање шанси, вероватноће и случајности; проучавање елемената; изучавање бескрајности и бесконачности; проучавање материје; изучавање механике; проучавање природе или различитих извора дешавања; проучавање природних особина; проучавање физичких квантитета; проучавање односа између појединаца; и филозофију простора и времена.

## Историја природне филозофије
Покушај човека да објасни како функционише природа је сигурно старији од писане историје. Филозофска и не-религијска истраживања о свету почињу још у античкој Грчкој. Ова истраживања су почела пре Сократа, који је тему филозофских истраживања померио од размишљања о природи на разматрање човека. Истраживања пресократовских филозофа Парменида, Хераклита и Демокрита су се фокусирала на природни свет. Поред ових филозофа који су живели у Милету (отуда назив Милетска школа филозофије) Талес из Милета, Анексиманадр и Анаксимеон су покушавали да објасне природне појаве без прибегавања стварању митова или позивањем на богове. Они су названи physikoi (природни филозофи) или како их је Аристотел називао, physiologoi. Платон је наставио Сократову идеју да се концентрише на човека. Тек се Аристотел вратио истраживању идеја о природном свету, вратећи емпиризам у центар истраживања и остављањем човека по страни.

### Средњовековна филозофија природе
Средњовековне мисли о покрету (кретању) су биле под утицајем Аристотелових дела Физика и Метафизика. Идеју о кретању је Аристотел разрадио у 3. књизи Физике и 5. Метафизике. У Физици је тврдио да се покрет катагоризује по супстанци, квалитету, квантитету и месту, док у Метафизици тврди да је покрет магнитуда квантитета. Ова расправа је довела до неких од важних питања природне филозофије: у коју категорију или категорије спада кретање? Да ли је кретање исто што и терминус? Да ли је покрет одвојен од стварних ствари? Ова питања су привлачила пажњу средњовековних филозофа природе.

### Аристотелова филозофија природе
"Жир је потенцијално, али не стварно, храст. У процесу да постане храст, он постаје стварно оно што је био потенцијално. Ова промена, дакле, подразумева прелаз од потенцијалности на стварност — не из ништавила у биће, већ од једне врсте или фазе у другу"
Аристотел је спровео многа разматрања која спадају у природну филозофију. Мислио је да атрибути објеката припадају самим објектима и да деле нешто заједничко са другим објектима који спадају у исту категорију. Он користи пример паса ка појединачном псу. На пример, један пас може да буде црн, а други браон; може имати веома одређене атрибуте, на пример један пас може да има црне флеке, а други браон; али и врло опште карактеристике које га класификују као пса (четвороножни ход или лајање). Ова филозофија се може применити на многе друге објекте. Аристотел је тврдио да предмети имају својстве "форме" и нешто што није део њихових својстава, "материју", која их одређује. Форма не може бити одвојена од материје.
Аристотел је мислио да су промене природна појава. Он је користио своју филозофију форме и материје да тврдити да се у било каквој промени мењају својства, без мења материје. Ова промена се дешава због замене одређених својства са другим особинама. Пошто је промена увек намерна промена, била принудна или природна, промена је регулисан ред квалитета. Он тврди да се ово дешава кроз три категорије постојања: ништавило, потенцијално постојање и стварно постојање. Кроз ова три стања промене, објекат се никада не уништава већ замагли реалност измњђу два стања док не пређе из једног на друго. Пример за ово може бити промена објеката од црвене до плаве боје са прелазним љубичастим фазама.

### Друге значајне личности у филозофији природе
Рани грчки филозофи су проучавали кретање и простор. Људи као што су Хесиод су посматрати природни свет као потомак богова, док су други попут Леукипа и Демокрита сматрали да је свет састављен од беживотних атома у вртлогу. Анаксимандар је дедукцијом дошао до закључка да помрачења настају због пуцања прстенова небеске ватре. Хераклит је сматрао да су небеска тела направљена од ватре која се налази у чинијама. Он је мислио да помрачења настају када се чинија окрене у супротну страну од Земље. Верује се да је Анаксимен сматрао да је главни елемент у природ био ваздух, а да манипулацијом ваздуха (мењањем његове густине) настају други елементи ватре, воде, земље и камена. Емпедокле је идентификовао елементе који чине цео свет: ваздух, воду, ватру, камен, земљу. Парменид је тврдио да није логично да постоје промене у природи и да се због тога не дешавају. Он наводи пример да ништа не може настати из ништавила. Платон је тврдио да је свет несавршена реплика идеје коју је божански занатлија једном имао. Он је такође сматрао да је једини начин да заиста знамо нешто кроз ум и логику, а не кроз изучавање самог објекта.
Научни метод има древне претходнике: Галилеј илуструје математичко разумевање природе које је обележје модерних природних наука. Галилеј је тврдио да ће два предмета која падају, без обзира на своју масу, пасти у исто време уколико се пусте у исто време. Одвајање науке од филозофије које се дешава у 19. веку има своје корене у претходном веку. Практичнији приступ у проучавању природе је предлагао Франсис Бејкон који је увео Бејконски метод. Крајем 17. века је Роберт Бојл написао рад о разлици између физике и метафизике, Слободно испитивање вулгарно примхваћеног концепта природе (енгл. A Free Enquiry into the Vulgarly Received Notion of Nature), као и Скептични хемичар (енгл. The Skeptical Chymist), након чијег публиковања је названа наука хемија, (за разлику од протонаучног истраживања алхемије). Ови радови природне филозофије представљају одступање од средњовековне схоластике која је предавана на европским универзитетима и представљају прве кораке који ће довести до науке у модерном смислу. Бојлови биографи наглашавају да је он поставио темеље модерној дисциплини хемије негирајући претходне доктрине и праксе алхемије. Бојл је пажљиво бележио опсеврације и наглашавао да није све у истраживању, већ у публиковању и успешних и неуспешних експеримената како би други могли да их репликују.

## Природна филозофија данас
Средином 20. века, Ернст Мајр је публиковвао дискусију о телеологији природе која се бавила истим питањима као Аристотел и Кант.
Посебно од средине 20. века у Европи су неки мислиоци наглашавали значај изучавање природе са широке филозофске тачке гледишта, а не са уско позитивистичке тачке. Једна група идеја наставља Аристотелов рад, посебно надоградњу Томе Аквинског. Друга је приказана у раду Едмунда Хусерла Криза Европске науке (енгл. The Crisis of European Sciences). Ту је и процесна филозофија коју је инспирисао рад Алфреда Норта Вајтхеда.
Брајан Дејвид Елис, Ненси Картвејт, Дејвид Одерберг и Џон Дупре су неки од научника 21. века који имају шири приступ природном свету. Елис (2002) истиче појаву "новог есенцијализма." Дејвид Одерберг (2007) и многи други филозофи су есенцијалисти. Он је оживео и брани Аквински-Аристотеловску традицију од модерних тенденција науке да се природа умањи и сведе на експериментлни метод.